# Coureur
Pour les articles homonymes, voir Coureur (homonymie).
 (juillet 2019).
Si vous disposez d'ouvrages ou d'articles de référence ou si vous connaissez des sites web de qualité traitant du thème abordé ici, merci de compléter l'article en donnant les références utiles à sa vérifiabilité et en les liant à la section « Notes et références ».

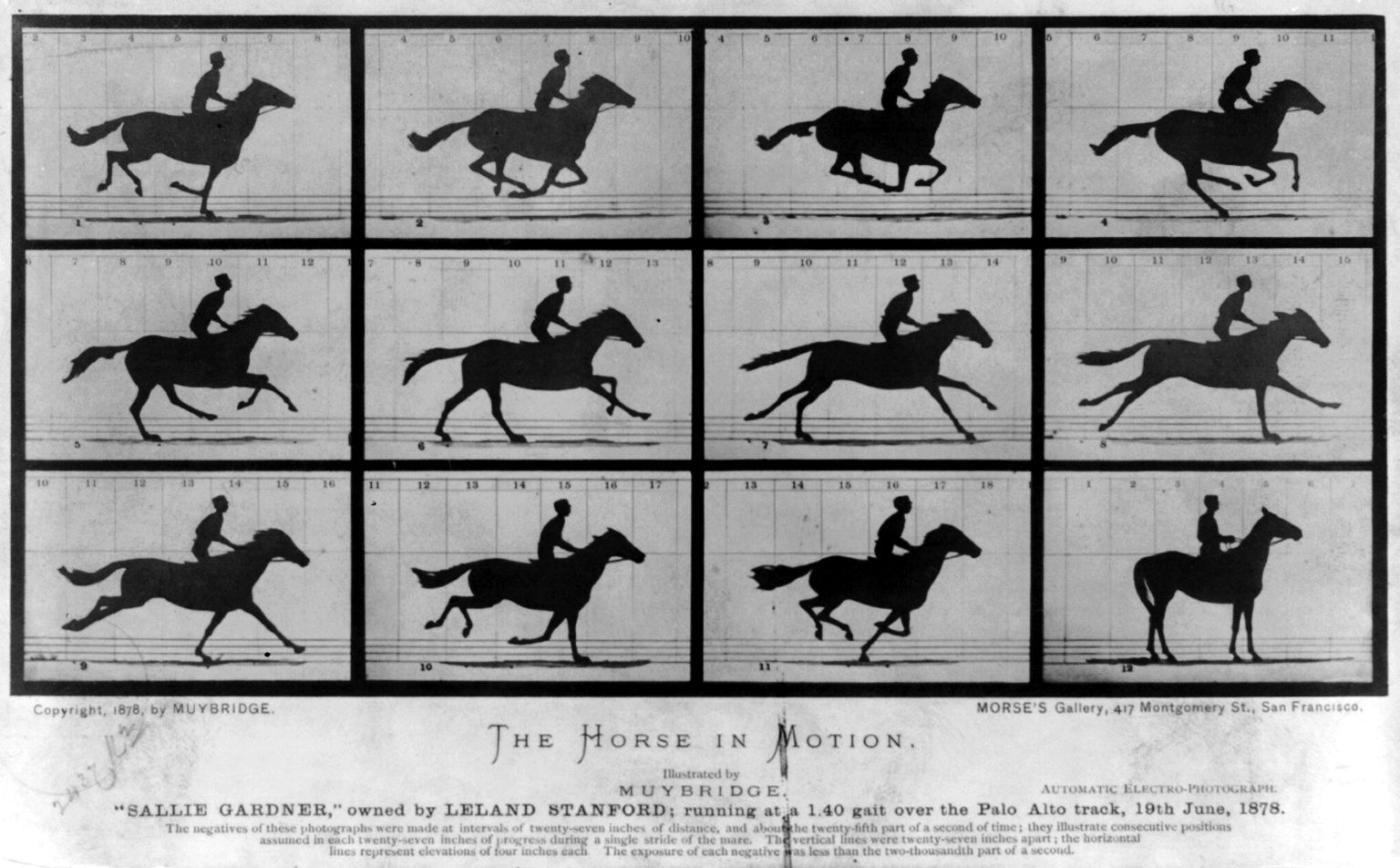
Les chevaux peuvent être considérés comme des animaux coureurs.

Un organisme coureur est celui qui est spécialement adapté à courir. Les organismes coureurs sont généralement adaptés à la course longue distance à grande vitesse, plutôt que des animaux, avec une accélération importante sur de courtes distances; ainsi, un guépard est considéré comme coureur, tandis qu'un leopard ne l'est pas. Parmi les vertébrés, les animaux de moins de 1 kg de masse sont rarement considérés comme coureur, comme ils se déplacent généralement en une série de courtes accélérations plutôt qu'à une vitesse constante. Tous les vertébrés coureurs sont endothermique, permettant des hauts taux métaboliques et une bonne endurance, mais il est possible que certaines espèces disparues ont été ectothermes.

## Taxons
Plusieurs taxons notables sont coureurs, certains mammifères (comme le carcajou et le loup, les ongulés, les agoutis, et les kangourous) et les oiseaux (comme l'autruche), ainsi que certains dinosaures (comme les théropodes, et Heterodontosauridae). Plusieurs archosaures aujourd'hui éteints ont également été coureurs, y compris les crocodylomorphes Pristichampsus, Hesperosuchus, et plusieurs genres au sein de Notosuchia.